# 世界海洋デー

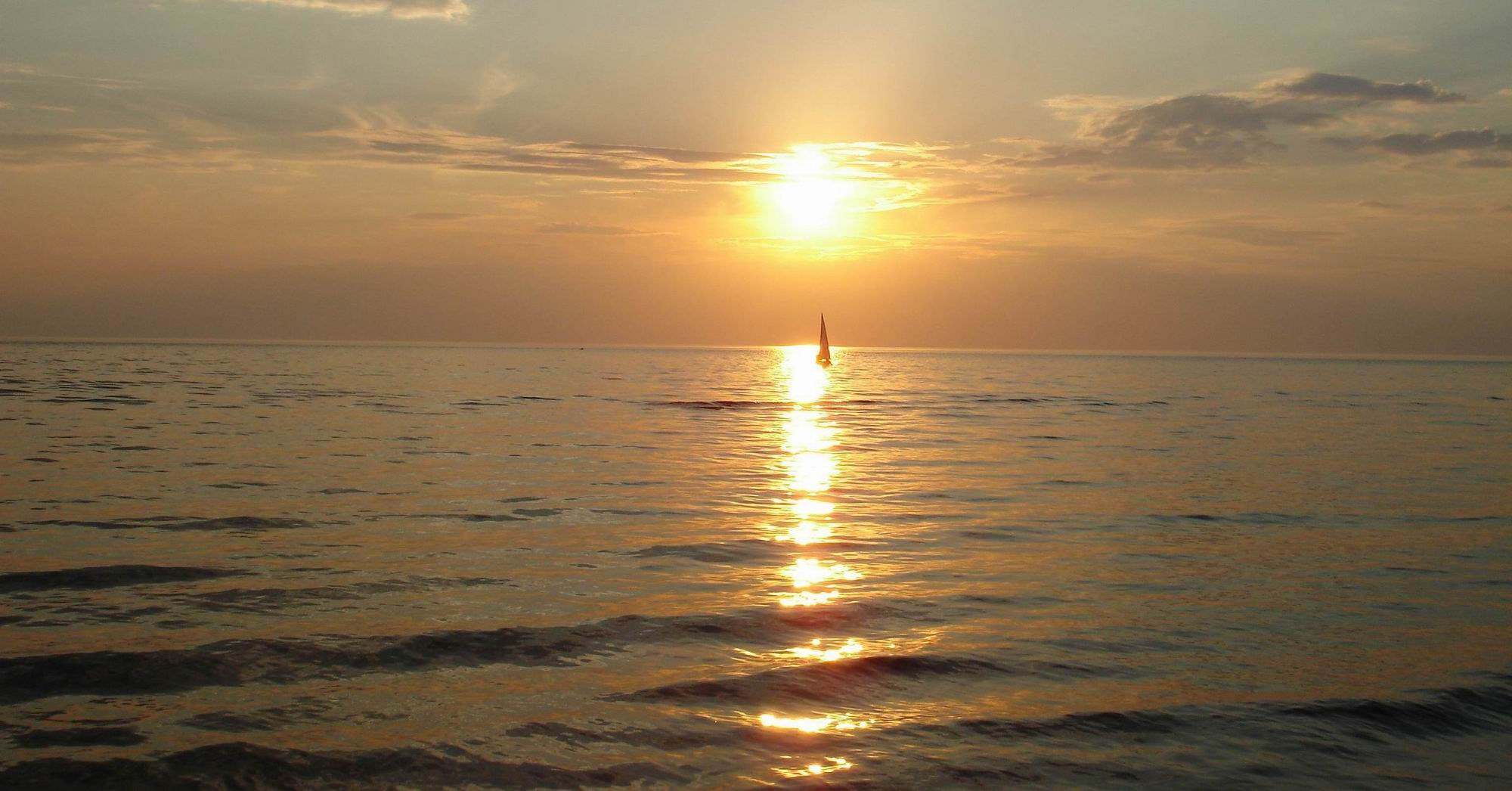

世界海洋デー（せかいかいようデー、英語: World Oceans Day）は公式には2009年に始まる毎年6月8日をその日とする国際連合が唱導する国際デーの日である。このコンセプトは1992年6月8日にカナダがブラジルリオデジャネイロの地球サミットで提案したもので、世界海洋デー（World Ocean Day）として非公式に祝ってきたものであった。
最初の世界海洋デーにあたり、潘基文国際連合事務総長は次のメッセージを発した。
世界海洋デーは毎年世界の海洋を誇りとし、水族館やペットにできる海洋生物自身同様に魚介類のような海洋製品を提供できることを祝う機会であり、その固有の価値に感謝する機会でもある。海洋は国際貿易の海上交通輸送路でもある。地球規模の海洋汚染や魚の過剰消費は、主要な種の激減をもたらしている。
オーシャンプロジェクトは、ワールドオーシャンネットワークと協力して、2003年以来、世界中の900を超える組織やその他のネットワークでWODを推進している。 これらのグループは、私たちの生活における海の重要な役割と人々が助けることができる重要な方法についてのより大きな認識を構築するために取り組んできました。 世界海洋デーは、新しい考え方と個人およびコミュニティの行動と関与を通じて、私たちの未来の保護に直接関与する機会を提供する。海岸清掃、教育プログラム、アートコンテスト、映画祭、持続可能なシーフードイベント、その他の計画された活動は、 私たちの生活が海にどのように依存しているか啓発します。.
国際連合が定めた2009年世界海洋デーのテーマは、「Our Oceans, Our Responsibility」。
また、NGOの広範なネットワークが定めた2009年世界海洋デーのテーマは、「one ocean, one climate, one future」。